# Vilad Nomcharoen
Vilad Nomcharoen (Chachoengsao, 14 luglio 1962 – Bangkok, 7 gennaio 2014) è stato un calciatore e giocatore di calcio a 5 thailandese.

## Carriera
Come massimo riconoscimento in carriera vanta la partecipazione, con la Nazionale di calcio a 5 della Thailandia, al FIFA Futsal World Championship 2000 in Guatemala dove la selezione sudasiatica si è fermata al primo turno, eliminata nel girone comprendente Paesi Bassi, Egitto e Uruguay.